# Slavka Glavina
Slavka Glavina, slovenska gledališka in filmska igralka, * 17. september 1926, Jurka vas, † marec 2013.
Slavka Glavina je bila leta 1944 članica Frontnega gledališča - VII. korpus. Med letoma 1951 in 1958 je bila članica ansambla Mestnega gledališča Ljubljanskega, nato do upokojitve leta 1980 pri Ljubljanski Drami. Zaigrala je v več filmih slovenske produkcije.

## Filmografija
- Ljubezen nam je vsem v pogubo (1987, celovečerni igrani film)
- Christophoros (1985, celovečerni igrani film)
- Begunec (1973, celovečerni igrani film)
- Onkraj (1970, celovečerni igrani film)
- Dobri stari pianino (1959, celovečerni igrani film)
- Trenutki odločitve (1955, celovečerni igrani film)
- Vesna (1953, celovečerni igrani film)